# Breakthru (videogioco 1982)
Breakthru, presentato come Breakthru in 3D (o 3-D) solo nelle schermate, è un videogioco di tipo variante di Breakout caratterizzato da libertà di movimento della palla in tre dimensioni. Venne inizialmente sviluppato dallo statunitense Britt Monk e pubblicato in proprio nel 1982 per TRS-80 Color Computer con il titolo 3-D Brickaway; successivamente venne acquisito dalla divisione Microcomputer Games della Avalon Hill, che nel 1983 lo ripubblicò per TRS-80 CoCo come Breakthru (Breakthru in 3-D a video), per Atari 2600 come Wall Ball, e nel 1984 per Commodore 64 come Breakthru (Breakthru in 3D a video). Le edizioni Avalon Hill per TRS-80 CoCo e Atari hanno la sponsorizzazione di Sports Illustrated.

## Modalità di gioco
Il gioco si svolge in una stanza rettangolare mostrata con prospettiva tridimensionale fissa. Il giocatore controlla una racchetta rettangolare trasparente che si può muovere in tutte le direzioni lungo il lato della stanza parallelo allo schermo dalla parte dell'osservatore. Lo scopo è ribattere la palla affinché colpisca ed elimini tutte le mattonelle che ricoprono la parete opposta, situata in lontananza in fondo alla stanza. Il moto della palla è perenne e non risente della gravità. La palla può rimbalzare liberamente su pavimento, soffitto, le due pareti laterali e la parete di fondo, mentre se la racchetta la manca si perde una palla/vita.
Se si colpisce la palla con il centro della racchetta il rimbalzo sarà naturale con lo stesso angolo di arrivo, mentre se si colpisce verso i bordi della racchetta il rimbalzo sarà angolato in direzione del bordo utilizzato. Inoltre, tenendo premuto il pulsante di fuoco durante il colpo si dà alla palla una traiettoria diritta, perpendicolare alla racchetta e leggermente più veloce.
Le mattonelle da eliminare per superare un livello formano una griglia rettangolare che ricopre completamente la parete di fondo. Su TRS-80 CoCo sono 40, mentre su Commodore 64 sono inizialmente solo 4 e aumentano a ogni livello. Su Atari 2600 sono sempre 72, ma è sufficiente eliminarne 57 per completare il livello; col passare dei livelli le mattonelle non aumentano, ma diminuisce il numero di palle/vite a disposizione.